# 萨本炘

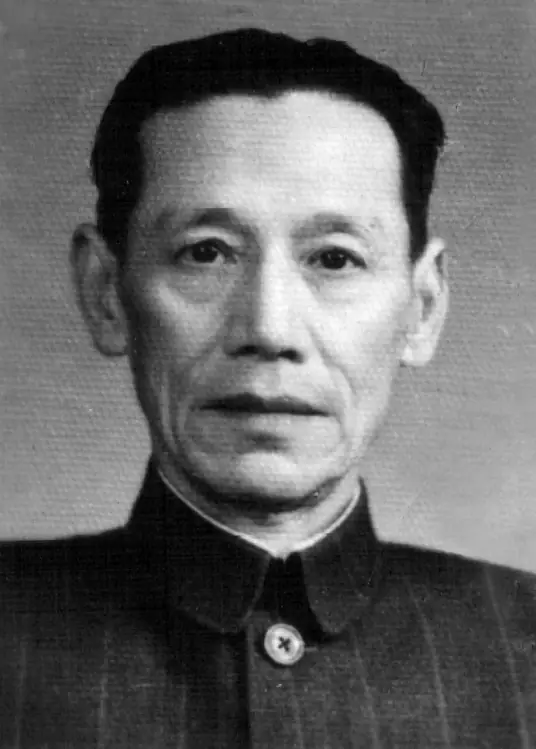

萨本炘（1898年—1966年），福建闽侯人，中华人民共和国造船专家，为海军将领萨镇冰同宗远房侄子。1913年至1921年就读于福建马尾海军学校（即清末的福建船政学堂)，1923年公派留学英国格拉斯哥大学造船系，或造船硕士学位。1934年至1946年担任国立武汉大学机械工程系教授。台湾光复后，曾任台湾机械制造公司总经理协理兼总工程师及基隆造船厂厂长。毕生致力于舰船的设计、修造和教育事业，培养专业人才。
中华人民共和国成立后担任江汉船舶机械公司总工程师、武昌造船厂副厂长兼总工程师。1954年，当选第一届全国人民代表大会代表。